# 马克西米利安·拜尔
马克西米利安·拜尔（德語：Maximilian Beier，2002年10月17日—）是一位德国足球运动员，現效力于德甲俱乐部多特蒙德，并代表德国国家足球队参加国际比赛，于场上司职前锋。

## 俱乐部生涯
拜尔自幼便在当地俱乐部基希默泽和勃兰登堡南踢球，之后就读于科特布斯能源的精英学校，继而在15岁时进入霍芬海姆1899的青训营。这位前锋球员于2018-19赛季随俱乐部的U17梯队名列U17德甲南部/西南赛区第二，并在季末以18粒进球成为最佳射手。至2019-20赛季，拜尔升入U19梯队，并迅速站稳主力位置。在2019年11月初的德甲联赛和2020年2月初的德国足协杯中，这位攻击手都被时任一线队主教练的阿尔弗雷德·斯赫勒德召入比赛大名单，并在2019-20赛季第21轮以0比1不敌弗赖堡的比赛结束前不久入替羅伯·斯科夫亮相。拜尔以17岁3个月零23天的年龄取代尼克拉斯·聚勒，成为霍芬海姆迄今为止最年轻的德甲出场球员。在赛季结束前，他再获得了5次德甲出场机会。当季他也代表U19梯队出场15次、射入10球，但之后U19德甲因2019冠状病毒病疫情而腰斩。
在2020-21赛季开始后不久，塞巴斯蒂安·赫内斯接掌霍芬海姆一线队，刚满18岁的拜尔便获得了他的第一份职业合同，期至2024年6月30日届满。在接下来的几周里，这位攻击手又得以首次亮相欧战，并在4比1战胜根特的欧罗巴联赛中梅开二度。为了获得比赛经验，当季最后一次获准为U19梯队效力的拜尔经常被召入正参加第四级西南地区联赛的霍芬海姆二队。至赛季末，他共参加了3场德甲、2场欧罗巴（2球）和24场地区联赛（9球）。
2021年8月19日，拜尔被外借至德乙俱乐部汉诺威96，直至2021-22赛季结束。一天后，他在主场以0比1不敌海登海姆的比赛中，于伤停补时阶段替补出场，身披14号球衣首次亮相德乙。拜尔很快便占据了进攻的主力位置，直到赛季结束都未旁落。他合共参加了30场德乙比赛，并射入3球。他在德国足协杯上的表现尤为出色，在对阵福尔图娜杜塞尔多夫（第2圈）和普鲁士门兴格拉德巴赫（八分之一决赛）的比赛中均有2球入账。2022年6月8日，霍芬海姆宣布将租借期再延长一年，以便拜尔获得进一步的比赛锻炼。同时，他们将球员的合同延长至2025年6月30日。2022-23赛季，拜尔又代表汉诺威出场33次，射入7球。
2023年5月17日，两家俱乐部共同宣布拜尔将于来季从汉诺威回到母队。霍芬海姆的体育总监亚历山大·罗森相信他可以在新的球队阵容中发挥重要作用。
2024年8月12日，贝尔（Beier）加盟同为德甲球队的多特蒙德，签署了一份为期五年的合同。 2024年8月17日，贝尔在德国足协杯中完成了他的首秀。

## 国家队生涯
拜尔曾入选各级德国青年国家足球队。2019年，他随德国U17参加了在爱尔兰举行的欧洲足球锦标赛并射入1球，但德国队在分组赛阶段即被淘汰出局。2023年9月，拜尔首次入选德国U21，在对阵乌克兰的友谊赛中首次亮相就射入了代表该年龄组别的的第一个进球。
2024年3月，拜尔首度被联邦主教练尤利安·纳格尔斯曼征召入德国成年国家队的大名单，但他在分别对阵法国和荷兰的两场友谊赛中都没有获得任何出场机会。